# Mei-Ching Fok
Pour les articles homonymes, voir Fok.
Mei-Ching Hannah Fok est une planétologue sino-américaine travaillant au Goddard Space Flight Center. Elle a reçu la médaille d'excellence scientifique de la NASA en 2011 et a été élue membre de l'Union américaine de géophysique en 2019. Elle a travaillé sur les missions IMAGE, Van Allen Probes et TWINS.

## Formation
Fok étudie la physique à l'université chinoise de Hong Kong. Elle obtient son bachelor en 1980 et y reste pour étudier en vue d'obtenir un diplôme en éducation. Elle obtient son diplôme en 1984, puis a rejoint l'université de l'Est du Michigan pour ses études supérieures. En 1987, Fok est diplômée de l'université d'Eastern Michigan avec une maîtrise en physique. Elle rejoint l'université du Michigan à Ann Arbor pour son doctorat, qu'elle termine en 1993.

## Recherche et carrière
En 1993, Fok rejoint le Centre de vol spatial Marshall en tant qu'associée de recherche. Elle rejoint l'Universities Space Research Association en 1995, où elle passe six ans en tant que scientifique. En 2001, elle rejoint le Goddard Space Flight Center. Elle étudie les ceintures de radiations de Van Allen lors des tempêtes géomagnétiques et des périodes d'activité. Elle étudie le courant annulaire et son rôle dans le couplage magnétosphère - ionosphère.

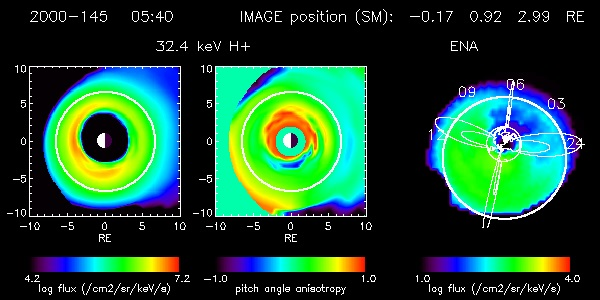
Exemple de son travail sur le.

Fok a développé le modèle CIMI (Comprehensive Inner Magnetosphere-Ionosphere model), un modèle cinétique moyenné par rebond qui permet de calculer les flux de plasma dans les régions de courant annulaire de la ceinture de radiation,. Le modèle CIMI de Fok est actuellement utilisé pour prédire les flux observés par les Van Allen Probes. CIMI reçoit des informations sur les champs magnétiques, les potentiels électriques, les conductances en temps calme et la vitesse du vent solaire, et fournit des informations sur les flux d'ions, la densité de la plasmasphère et les potentiels ionosphériques. En utilisant le modèle, Fok a découvert que la pression de phase principale de la magnétosphère n'était pas créée par le vent solaire, mais plutôt dominée par des protons énergétiques provenant de la plasmasphère,. 
Fok a reçu la NASA Exceptional Scientific Achievement Medal pour le développement du CIMI. Sa citation est la suivante : « Pour la création de modèles numériques de pointe qui tiennent compte des couplages complexes entre le vent solaire, les ceintures de radiation, le courant circulaire, l'ionosphère et la magnétosphère ».
Parallèlement à la création du modèle CIMI, Fok travaille sur le Neutral Atom Imaging (en) et ses outils de modélisation ont été utilisés dans les missions IMAGE et Two Wide-angle Imaging Neutral-atom Spectrometers (TWINS). 

### Prix et distinctions
- 2011 Médaille pour réalisations scientifiques exceptionnelles de la NASA (en)[7]
- 2019 Membre élue de l'Union américaine de géophysique[8]

### Publications (sélection)
- Fok, « Comprehensive computational model of Earth's ring current », Journal of Geophysical Research: Space Physics, vol. 106, no A5,‎ 2001, p. 8417–8424 (DOI 10.1029/2000JA000235, Bibcode 2001JGR...106.8417F)
- Fok, « Ring current development during storm main phase », Journal of Geophysical Research: Space Physics, vol. 101, no A7,‎ 1996, p. 15311–15322 (DOI 10.1029/96JA01274, Bibcode 1996JGR...10115311F, hdl 2060/19970022202, S2CID 122248082)
- Fok, « Three‐Dimensional Ring Current Decay Model », Journal of Geophysical Research: Space Physics, vol. 100, no A6,‎ 1995, p. 9619 (DOI 10.1029/94JA03029, Bibcode 1995JGR...100.9619F, hdl 2060/19960014063, S2CID 53004273)